# Sânzieni
Sânzieni es una comuna ubicada en el distrito de Covasna, Rumania.

## Superficie
Posee una superficie de 87,26 kilómetros cuadrados.

## Demografía
Hasta 2021 la población era de 4408 habitantes, con una densidad de población de 50,52 habitantes por kilómetro cuadrado.